# آرماندو پورلی
آرماندو پورلی (ایتالیایی: Armando Peverelli; ۲ دسامبر ۱۹۲۱ – ۱۸ ژوئیهٔ ۱۹۸۱) دوچرخه‌سوار اهل ایتالیا بود.